# شينيتشي فوكودا
شينيتشي فوكودا (باليابانية: 福寿 伸一) (3 يوليو 1983 في كاغوشيما في اليابان – )؛ هو لاعب كرة قدم سابق كان يلعب كمهاجم.